# Lom Nástup – Tušimice
Lom Nástup – Tušimice je jednou z těžebních lokalit společnosti Severočeské doly a. s. Leží v okrese Chomutov v Ústeckém kraji. V blízkosti lomu se nacházejí města Chomutov, Kadaň, Březno a menší obce Prunéřov, Málkov, Černovice, Spořice, Droužkovice.

## Historie
Původní otvírka byla provedena mezi Kadaní a elektrárnami Tušimice na tehdejším lomu Merkur. Dále od Prunéřova pokračoval lom Nástup a dnes[kdy?] většinu zbývající lokality přetěží lom Libouš.[zdroj⁠?!]

## Uhlí
Roční těžba je okolo 13,5 miliónů tun uhlí. Na skrývce je roční těžba cca 26,5 miliónů metrů krychlových nadložních zemin. Na západ od lomu se nachází Elektrárny Prunéřov a na jih Elektrárna Tušimice II, které jsou zásobovány vytěženým uhlím.

## Výsypkové hospodářství
Lom nemá prakticky žádnou větší vnější výsypku, většina nadložních zemin je uložena u Prunéřova, Kadaně a Tušimic. Většina skrývky je tak ukládána jako vnitřní výsypka a porubní fronta je minimální.

## Důsledky těžby
V průběhu těžby byl přerušen tok říčky Hutné, Lužničky a přeložen tok Prunéřovského potoka. Vodu z úbočí hor a přerušených toků zachycuje Podkrušnohorský přivaděč. Také byla přeložena železniční trať z Černovic do Března.

## Zaniklé obce
V prostoru lomu se nacházela sídla Ahníkov, Brančíky, Brany, Bystřice, Čachovice, Kralupy, Krbice, Libouš, Lužice, Milžany, Naší, Prahly, Přezetice, Račice, Vrchnice a Zásada.

## Budoucnost
Chystá se prodloužení těžby směrem k městu Chomutov až do roku 2029. Prostor přetěží lom Tušimice – Libouš. Jedná se o zásoby asi 200 miliónů tun uhlí.